# Aleksander Knavs
Aleksander Knavs [alɛksandɛr knaʊ̯s] (* 5. Dezember 1975 in Maribor, SFR Jugoslawien) ist ein ehemaliger slowenischer Fußballspieler.
Knavs begann seine Karriere in Slowenien und spielte von 1997 bis 2008 im deutschsprachigen Raum, als er 233 Partien (elf Tore) in den höchsten Spielklassen in Österreich und Deutschland absolvierte. Von 1998 bis 2006 lief er zudem 65-mal für die slowenische Nationalmannschaft auf und nahm dabei sowohl an der Europameisterschaft 2000 in den Niederlanden und Belgien als auch an der Weltmeisterschaft 2002 in Japan und Südkorea teil.

## Vereinskarriere
Knavs begann seine Profikarriere 1993 beim slowenischen Hauptstadtklub Olimpija Ljubljana, nachdem er beim NK Slovan Ljubljana sowie im Olimpija-Nachwuchs das Fußballspielen erlernt hatte. Nach vier Jahren und zwei gewonnenen slowenischen Meisterschaften (1994, 1995) wechselte der Innenverteidiger 1997 nach Österreich zum FC Tirol Innsbruck. Dort wurde Knavs unter seinem größten Förderer Kurt Jara zum Stammspieler. Er gewann zweimal die österreichische Meisterschaft (2000, 2001) bevor er nach Deutschland weiterzog.
2001 unterschrieb er einen Vertrag beim 1. FC Kaiserslautern. Dort konnte er zunächst überzeugen und wurde Kapitän. 2003 überwarf er sich aber mit dem damaligen Trainer Eric Gerets, woraufhin ein Wechsel Knavs zum VfL Bochum vereinbart wurde, der aber erst später bekanntgegeben wurde. Als der von Knavs geschätzte Trainer Kurt Jara den Belgier Gerets ablöste, hatte der Wechsel schon festgestanden.
Zur Saison 2004/05, nach 64 Ligaspielen für die Pfälzer, ging der Slowene zum VfL, bei dem er nur ein Jahr blieb, um 2005 seinem Lieblingstrainer Jara zu folgen, diesmal nach Salzburg zum von Dietrich Mateschitz übernommenen FC Red Bull Salzburg. Im Jahr unter Jara noch Stammspieler, fiel er beim nächsten Trainer Giovanni Trapattoni in Ungnade und kam nur mehr zu wenigen Einsätzen. Sein Vertrag lief bis Januar 2008, bis dahin versuchte Knavs sich beim Training fit zu halten. Als so genannte „Kaderleiche“ gewann er 2007 zum dritten Mal die österreichische Meisterschaft. Bis 2008 war er noch bei den Salzburgern unter Vertrag, ehe sein Vertrag auslief.

## Internationale Karriere
Knavs debütierte für die slowenische Fußballnationalmannschaft am 5. Februar 1998 gegen Island, während eines Länderturnieres auf Zypern. Nach diesem Einsatz wurde er Stammspieler in der Viererkette der Slowenen für die Qualifikationsspiele der Europameisterschaft 2000 in Niederlande und Belgien. Nachdem Slowenien sich in den Play-offs gegen die Ukraine durchsetzte, wurde er im Sommer 2000 für den slowenischen Kader nominiert. Dabei kam Knavs in den Gruppenspielen gegen Spanien und Norwegen zum Einsatz; die slowenische Mannschaft schied nach der Gruppenphase aus. Bei den Qualifikationsspielen für die Fußball-Weltmeisterschaft 2002 in Japan und Südkorea gehörte Knavs ebenfalls zum Stamm der Slowenen. Auch in diesem Fall qualifizierte sich die slowenische Nationalmannschaft über die Ausscheidungsspiele – dieses Mal gegen Rumänien – für die Weltmeisterschaftsendrunde und Knavs wurde im Sommer 2002 für den slowenischen Kader nominiert. Hierbei kam er in den Gruppenspielen gegen Südafrika und Spanien zum Einsatz und auch dieses Mal schied Slowenien nach der Gruppenphase aus. Auch in der Folgezeit gehörte Aleksander Knavs zu den Stammspielern in der Abwehr der slowenischen Nationalelf, doch weder für die Europameisterschaft 2004 in Portugal noch für die Weltmeisterschaft 2006 in Deutschland konnten sich die Slowenen qualifizieren. Sein letztes Länderspiel machte er am 6. September 2006 in Sofia, bei der 0:3-Niederlage gegen Bulgarien. Insgesamt spielte Aleksander Knavs 65 Mal für das slowenische Nationalteam und erzielte dabei drei Tore.

## Erfolge
- Teilnahme an der Fußball-WM 2002 in Japan und Südkorea
- Teilnahme an der Fußball-EM 2000 in Niederlande und Belgien
- 2 × slowenischer Meister mit Olimpija Ljubljana 1994, 1995
- 1 × slowenischer Pokalsieger mit Olimpija Ljubljana 1996
- 3 × österreichischer Meister mit FC Tirol Innsbruck 2000, 2001 und FC Red Bull Salzburg 2007